# Bouclier balistique
Pour les articles homonymes, voir Bouclier.
Un bouclier balistique est un dispositif de protection utilisé par la police et l'armée afin d'arrêter ou de dévier les balles tirées dans leur direction. Les boucliers balistiques protègent également de menaces moins importantes comme l'envoi de projectiles et peuvent ainsi être utilisés dans des situations ou un bouclier antiémeute n'offrirait pas une protection adéquate.
Les boucliers balistiques peuvent être fabriqués dans des matériaux tels que le UHMPE ou un prépreg en fibre d'aramide. Ils peuvent avoir des caractéristiques particulières telles qu'une vitre pare-balle permettant de voir à travers le bouclier, des poignées ambidextres ou des projecteurs pour une utilisation de nuit. Ils peuvent être tenus à la main ou monté sur un support roulant. Leur taille varie, certains étant conçus pour protéger le torse et d'autres pour protéger l'intégralité du corps. Un projectile arrêté par le bouclier ne blesse ni ne cause de douleur au porteur du bouclier puisque, contrairement à un gilet pare-balles, les boucliers balistiques sont conçus pour ne pas être en contact direct avec le corps.
Les boucliers assez petits pour être portés par une seule personne peuvent être appelés « boucliers personnels » et peuvent être transportés comme un équipement standard dans les voitures de police aux États-Unis par exemple. L'utilisation ou non du bouclier dépend de la politique générale ainsi que de la situation particulière. La politique d'une force de police peut être de n'utiliser les boucliers qu'en situation de défense, par exemple pour établir un périmètre de sécurité et attendre des renforts, alors que d'autres peuvent autoriser leur utilisation dans des situations offensives, par exemple pour un barrage routier considéré risqué ou à l'appréhension d'un suspect considéré dangereux.
Les caractéristiques d'un bouclier balistique qui sont recommandées pour une utilisation par la police incluent un système de portage qui permet une utilisation de longue durée sans fatigue, la possibilité de recharger une arme de poing et de faire feu en visant précisément tout en tenant le bouclier. Le port d'un bouclier balistique limite l'utilisation d'armes à deux mains, ainsi que certaines techniques de tir.